# Yū Darvish
Farid Yū Darvishsefat, meglio conosciuto come Yū Darvish (ダルビッシュ 有?, Darubisshu Yū; Habikino, 16 agosto 1986), è un giocatore di baseball giapponese, lanciatore per i San Diego Padres nella Major League Baseball.

## Biografia
Darvish nacque a Habikino, in Giappone con il nome Farid Yu Darvishsefat (ダルビッシュ・セファット・ファリード・有); da padre iraniano, Farsad Darvishsefat, e madre giapponese. Suo nonno era proprietario di un'agenzia di viaggi in Iran, e nel 1977 decise di inviare suo figlio, Farsad, a studiare negli Stati Uniti nella contea di Berkshire, Massachusetts.

## Carriera

### Carriera in Giappone
Darvish giocò in patria nella Nippon Professional Baseball con gli Hokkaido Nippon-Ham Fighters dal 2005 al 2011, venendo premiato per due volte come MVP della Pacific League e convocato per cinque All-Star Game.

### Texas Rangers

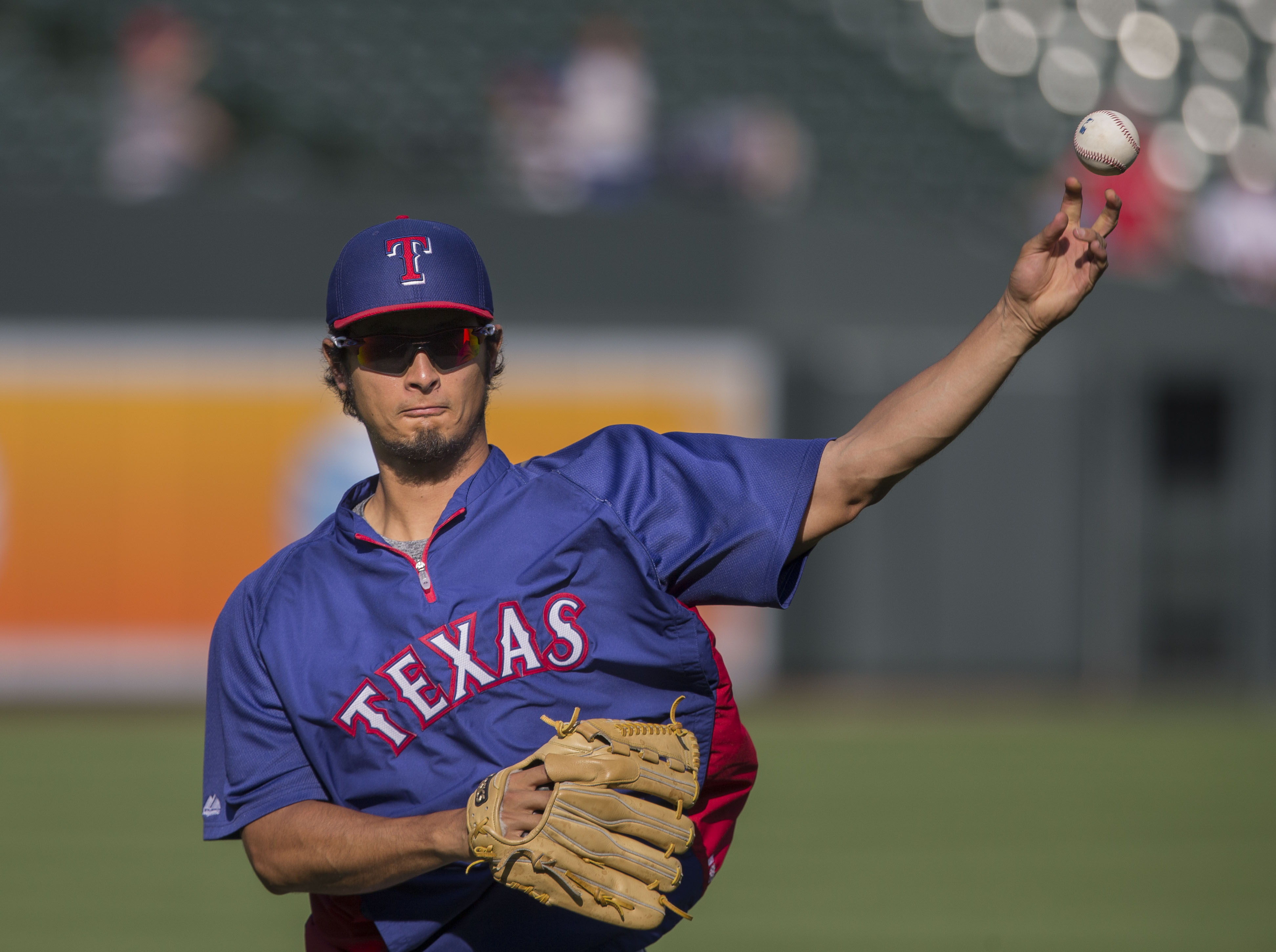
Darvish nel 2014

Il 19 dicembre 2011, Darvish firmò un contratto del valore di 51 milioni di dollari con i Texas Rangers. Debuttò nella MLB il 9 aprile 2012, al Rangers Ballpark di Arlington, contro i Seattle Mariners. Per le sue prestazioni ad aprile, Darvish fu premiato come rookie del mese dell'American League, in cui ebbe 4 vittorie e nessuna sconfitta, con una media PGL di 2.18 e 33 strikeout. La sua prima sconfitta giunse il 9 maggio, contro i Cleveland Indians. A luglio fu convocato per il suo primo All-Star nella MLB. L'anno seguente guidò l'American League in strikout e si classificò secondo nel Cy Young Award dietro a Max Scherzer.
Nella prima gara della stagione 2014 Darvish divenne il più rapido giocatore della storia della MLB a raggiungere i 500 strikeout in termini di inning lanciati. L'11 giugno lanciò la sua prima gara completa contro i Miami Marlins senza subire alcun punto. Il 6 luglio 2014 fu convocato per il terzo All-Star Game consecutivo. L'anno seguente iniziò ad accusare problemi al tricipite nella primavera, venendo costretto a sottoporsi alla Tommy John surgery, a perdere l'intera annata e a giocare sporadicamente nel 2016. Il 2 luglio 2017 tornò ad essere convocato per l'All-Star Game, il quarto della carriera.

### Los Angeles Dodgers
Il 31 luglio 2017, Darvish fu scambiato con i Los Angeles Dodgers per i tre prospetti delle minor league Willie Calhoun, A.J. Alexy e Brendon Davis. Nel debutto con la nuova maglia lanciò sette inning senza subire punti nella vittoria per 6-0 sui New York Mets. I Dodgers giunsero fino al World Series 2017 dove furono sconfitti dagli Houston Astros per quattro gare a tre, in cui Darvish perse entrambe le gare come partente, inclusa la decisiva gara 7.

### Chicago Cubs
Il 13 febbraio 2018, Darvish firmò un contratto di 6 anni dal valore complessivo di 126 milioni di dollari con i Chicago Cubs.

### San Diego Padres
Il 29 dicembre 2020, i Cubs scambiarono Darvish e il ricevitore Victor Caratini con i San Diego Padres per Zach Davies e i giocatori di minor league Owen Caissie, Ismael Mena, Reginald Preciado e Yeison Santana.

## Palmarès

### Nazionale
- World Baseball Classic:  Medaglia d'Oro

Team Giappone: 2009
- Campionato asiatico di baseball:  Medaglia d'Oro

Team Giappone: 2007

### Major League Baseball
- MLB All-Star: 5

2012–2014, 2017, 2021
- Capoclassifica in vittorie: 1

NL: 2020
- Capoclassifica in strikeout: 1

AL: 2013
- Lanciatore del mese: 1

NL: agosto 2020
- Esordiente del mese: 1

AL: aprile 2012

### Nippon Professional Baseball

#### Club
- Japan Series: 1

Hokkaido Nippon-Ham Fighters: 2006

#### Individuale
- MVP della Pacific League: 2

2007, 2009
- NPB All-Star: 5

2007, 2008, 2009, 2010, 2011
- Eiji Sawamura Award: 1

2007
- Guanti d'oro NPB: 2

2007, 2008
- Capoclassifica della PL in strikeout: 3

2007, 2010, 2011
- Capoclassifica della PL in media PGL: 2

2009, 2010